# Mecistum abdominale
Mecistum abdominale là một loài tò vò trong họ Ichneumonidae.